# Rechta
La rechta est un plat à base de pâtes fraîches artisanales, coupées en lanières fines, typique d'Algérie, de Tunisie et de Libye. Elle est en particulier le plat symbolique de la cuisine algéroise,,.

## Étymologie
Le mot proviendrait du persan rista, signifiant « fil » et communément utilisé pour désigner des pâtes,.
Le mot rechta est berbérisé sous la forme tarechta, encore conservée à Oran et Tlemcen, le mot provient de la racine rkt ou rcht.

## Histoire
Selon Ibn Khaldoun, ses origines pourraient remonter aux traditions turco-mongoles. Il relate avoir goûté un plat similaire nommé richta en 1401, lors d'une rencontre avec le chef mongol Tamerlan, juste avant la prise de Damasé.
Selon Zirari, N, Les pâtes auraient été introduites dans le Maghreb par les Arabes et les Turcs ottomans, qui ont marqué la cuisine algérienne de leur influence. Cette introduction de la pâte, qui a été adaptée et transformée dans les foyers algériens, a donné naissance à la rechta, telle qu'elle est connue aujourd'hui dans la cuisine algérienne.
Selon une autre théorie, La rechta algérienne pourrait tirer son origine de l'itriyya, des pâtes fines issues du monde arabo-persan. Selon cette théorie, ce type de nouilles aurait voyagé à travers les échanges culturels jusqu’au Maghreb, influençant des plats comme la rechta en Algérie. Ce lien suggérerait que la rechta algérienne a évolué en s’adaptant aux traditions locales, tout en préservant un aspect de son héritage proche-oriental.

## Variantes

### Algérie
La rechta est un symbole de la gastronomie algéroise,. Elle est souvent consommée durant l'Aïd el-Fitr, mais elle est surtout préparée lors des fêtes religieuses, telles que le Mouloud ou l'Achoura et des fêtes familiales, comme les baptêmes, les fiançailles ou les mariages,,.
Ce plat est généralement accompagné d'une sauce blanche parfumée de cannelle. Les ingrédients principaux de la rechta sont les pâtes coupées en lanières fine fraîches, la viande, le poulet, les pois chiches, le navet et la courgette,.

### Tunisie
La rechta est également préparée et consommée en Tunisie, en particulier dans la région de Bizerte. Elle se rencontre soit dans une soupe de pâtes aux légumes liquide, la rechta jerya, ou sous forme de rechta njara (lit. nouilles sciure de menuisier). Le plat est le plus souvent salé, épicé et avec de la tomate concentrée, mais il existe aussi sous forme sucrée en particulier pour le repas de l'aube lors du mois de ramadan,.

## Étymologie
Le mot proviendrait du persan rista, signifiant « fil » et communément utilisé pour désigner des pâtes,.
Le mot rechta est berbérisé sous la forme tarechta, encore conservée à Oran et Tlemcen, le mot provient de la racine rkt ou rcht.

## Histoire
D'après l'historien Ibn Khaldoun, ses origines pourraient remonter aux traditions turco-mongoles. Il relate avoir goûté un plat similaire nommé richta en 1401, lors d'une rencontre avec le chef mongol Tamerlan, juste avant la prise de Damasé.
Selon Zirari, N, Les pâtes auraient été introduites dans le Maghreb par les Arabes et les Turcs ottomans, qui ont marqué la cuisine algérienne de leur influence. Cette introduction de la pâte, qui a été adaptée et transformée dans les foyers algériens, a donné naissance à la rechta, telle qu'elle est connue aujourd'hui dans la cuisine algérienne.
Selon une autre théorie, La rechta algérienne pourrait tirer son origine de l'itriyya, des pâtes fines issues du monde arabo-persan. Selon cette théorie, ce type de nouilles aurait voyagé à travers les échanges culturels jusqu’au Maghreb, influençant des plats comme la rechta en Algérie. Ce lien suggérerait que la rechta algérienne a évolué en s’adaptant aux traditions locales, tout en préservant un aspect de son héritage proche-oriental.

## Variantes

### Algérie
La rechta est un symbole de la gastronomie algéroise,. Elle est souvent consommée durant l'Aïd el-Fitr, mais elle est surtout préparée lors des fêtes religieuses, telles que le Mouloud ou l'Achoura et des fêtes familiales, comme les baptêmes, les fiançailles ou les mariages,,.
Ce plat est généralement accompagné d'une sauce blanche parfumée de cannelle. Les ingrédients principaux de la rechta sont les pâtes coupées en lanières fine fraîches, la viande, le poulet, les pois chiches, le navet et la courgette,.

### Tunisie
La rechta est également préparée et consommée en Tunisie, en particulier dans la région de Bizerte. Elle se rencontre soit dans une soupe de pâtes aux légumes liquide, la rechta jerya, ou sous forme de rechta njara (lit. nouilles sciure de menuisier). Le plat est le plus souvent salé, épicé et avec de la tomate concentrée, mais il existe aussi sous forme sucrée en particulier pour le repas de l'aube lors du mois de ramadan,.